# Désiré Beaulieu
Désiré Beaulieu, né Marie Désiré Martin-Beaulieu le 11 avril 1791 à Paris et mort le 21 décembre 1863 à Niort, est un compositeur, musicologue, pédagogue et organisateur de concerts français.

## Biographie

### Formation et débuts
Marie-Désiré Martin est le fils d'un officier d'artillerie et descendant d'une riche famille de marchands de tissus basée à Niort. Il a ensuite adopté le nom de Beaulieu en raison de son titre de propriété du domaine de Beaulieu, acheté par son grand-père en 1761. 
Martin-Beaulieu a suivi des cours de violon avec un musicien nommé Alliaume, élève d'Isidore Bertheaume et à partir de 1803 avec Rodolphe Kreutzer.
À compter de 1805, il suit des cours de composition avec Angelo Maria Benincori (1779-1821), puis avec l'abbé Nicolas Roze. À partir de 1809, il fréquente la classe d'Étienne Nicolas Méhul au Conservatoire de Paris.
En 1810, il remporte le Premier Grand Prix de Rome avec la cantate Héro d'après un livret de Jacques Bins de Saint-Victor,.

### Carrière
Il renonce cependant à son séjour à Rome et s'installe avec son épouse Françoise Caroline Rouget de Gourcez à Niort, où son père a été maire jusqu'à la Révolution française. Néanmoins, il remplit ses obligations de vainqueur du Prix de Rome et envoie plusieurs morceaux de musique d'église à l'Académie de France à Rome. Après la mort de son professeur Étienne-Nicolas Méhul, il compose un Requiem en 1819, qui est également interprété en 1851 à la mémoire de Kreutzer et en 1863 pour ses propres funérailles. 
En 1827, il fonde à Niort une « Société Philharmonique », d'où naît l'Association musicale de l'Ouest en collaboration avec le violoniste et chef d'orchestre Jules Norès. Il s'agit de la première association symphonique de la région à organiser des concerts à Niort, La Rochelle, Angoulême, Rochefort, Poitiers et Limoges et à organiser un congrès musical annuel. 
De 1853 à 1863, il est membre correspondant, de l’Académie des beaux-Arts.
En 1863, Désiré Beaulieu fonde à Paris la Fondation Beaulieu, qu'il dotera par testament d'un capital de 100 000 francs. La fondation a eu une grande influence sur la vie musicale à Paris jusqu'à la Première Guerre mondiale. Ses présidents étaient Ambroise Thomas (bis 1895), Henri Colmet-Daage (1896), Théodore Dubois (1897–1910) et Camille Saint-Saëns, les directeurs musicaux étaient Adolphe Deloffre (entre 1864 et 1973), Guillot de Sainbris (entre 1874 et 1887), Jules Danbé (entre 1888 et 1905), Georges Marty (entre 1905 et 1908), puis Gabriel Pierné. 
La musique vocale était au centre du travail de composition de ce compositeur. Outre des opéras, des cantates et des scènes lyriques, il crée des œuvres chorales profanes et religieuses ainsi que des chants et romances avec différents accompagnements et deux quatuors à cordes.

### Autres engagements
Intéressé par la vie publique de sa commune, Désiré Beaulieu a été membre du conseil municipal de Niort de 1840 jusqu'à sa mort en 1863. En 1841 il organise le congrès archéologique à Niort et à partir de 1849, il est délégué à Paris au congrès des sociétés savantes dirigé par l’Institut des provinces et il y fait des communications chaque année.

## Œuvres

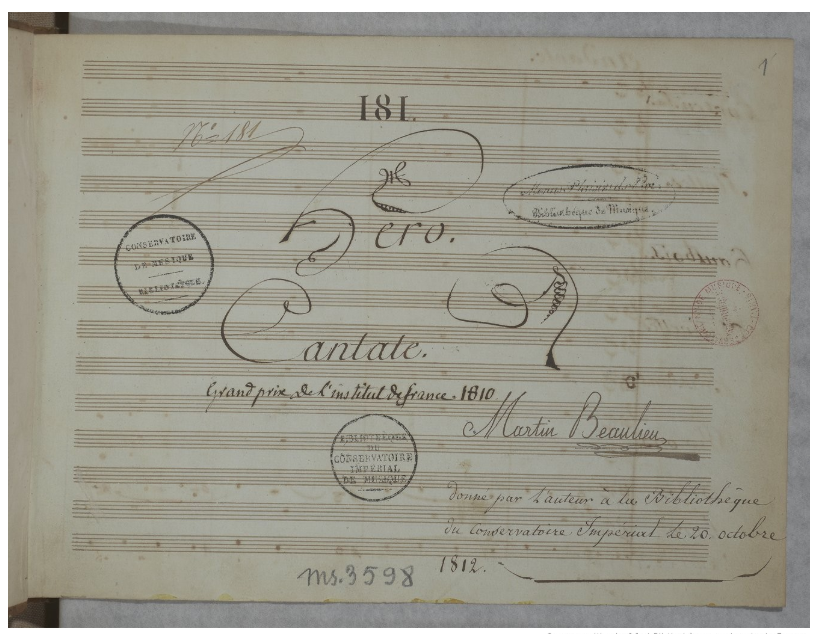
La cantate Héro permit à Désiré Beaulieu de recevoir le 1er grand Prix de Rome en 1810.

### Musique
- Alcyone, Scène dramatique (texte d'Antoine-Vincent Arnault ), 1808
- Céphale, Kantate (texte de Jean-Baptiste Rousseau ), 1808
- Circé, Kantate, (texte de JB Rousseau), 1809
- Cupidon pleurant Psyché, Scène dramatique (Texte de Arnault) (1809)
- Marie-Stuart, Monologue lyrique für Stimme und Orchester (texte de Victor-Joseph Étienne de Jouy), 1810
- Héro et Léandre, Kantate (texte de Jacques Bins de Saint-Victor), 1810
- Que le Seigneur est bon pour chœur de femmes et orchestre, 1810
- Présent de Dieux, 1810
- Miserere, 1812
- Sapho à Leucade, Scène lyrique (texte de JA Vinaty), 1813
- Laudate Dominum in sanctis ejus pour deux chorales et deux orchestres, 1813
- Domine salvum fac regem, 1814
- Jeanne d'Arc, Kantate, (texte de JA Vinaty), 1817
- Messe de Requiem, 1819
- Anacréon, Oper, (texte de Gentil Bernard ), 1828
- Sixième ode sacrée (texte de JB Rousseau), 1828
- Anacréon, Oper (texte de Gentil Bernard), 1828
- Scène lyrique adressée à Mme la duchesse d'Angoulême à son passage à Niort, 1831
- La Prière des matelots, hymne à la Vierge, 1831
- Encore un hymne pour chœur à cinq voix, 1833
- Fête bacchique, scène d'une cantate de JB Rousseau, 1835
- Solo de cor avec accompagnement de piano, 1837
- Hymne pour la première communion pour ensemble, solistes et chœur de femmes (texte d'Émile Deschamps ), 1840
- Sombre Océan, pour ensemble, chœur et solistes, 1841
- Hymne du matin, oratorio pour solistes, chœur et grand orchestre (texte d'Alphonse de Lamartine ), 1843
- Cantique pour la fête de Sainte Anne, 1845
- Messe solennelle Oratorio pour solistes, chœur et orchestre, 1845
- Messe à trois voix pour trois sopranos et orgue, 1845
- Ode à la charité, Mélodie religieuse pour voix et piano, 1845
- Dithyrambe sur l'Immortalité de l'âme par Delille, oratorio, 1850
- L'Hymne à la nuit, oratorio (Poème d'Alphonse de Lamartine), 1851
- L'Immortalité de l'Ame, oratorio, 1851
- La Charité, Hymne für Chor a cappella (texte de JA Vinaty), 1852
- Jeanne d'Arc, Grande scène lyrique, 1853
- Philadelphie, opéra, 1855
- Marche pour l'Association normande composée à la demande de M. de Caumont, 1855
- Salve Regina pour voix solo et orgue, 1859
- Ô rives du Jourdain pour chœur et orchestre à quatre voix (texte de Jean Racine extrait d'Esther), 1860
- Messe à quatre voix et orchestre, 1862

### Publications

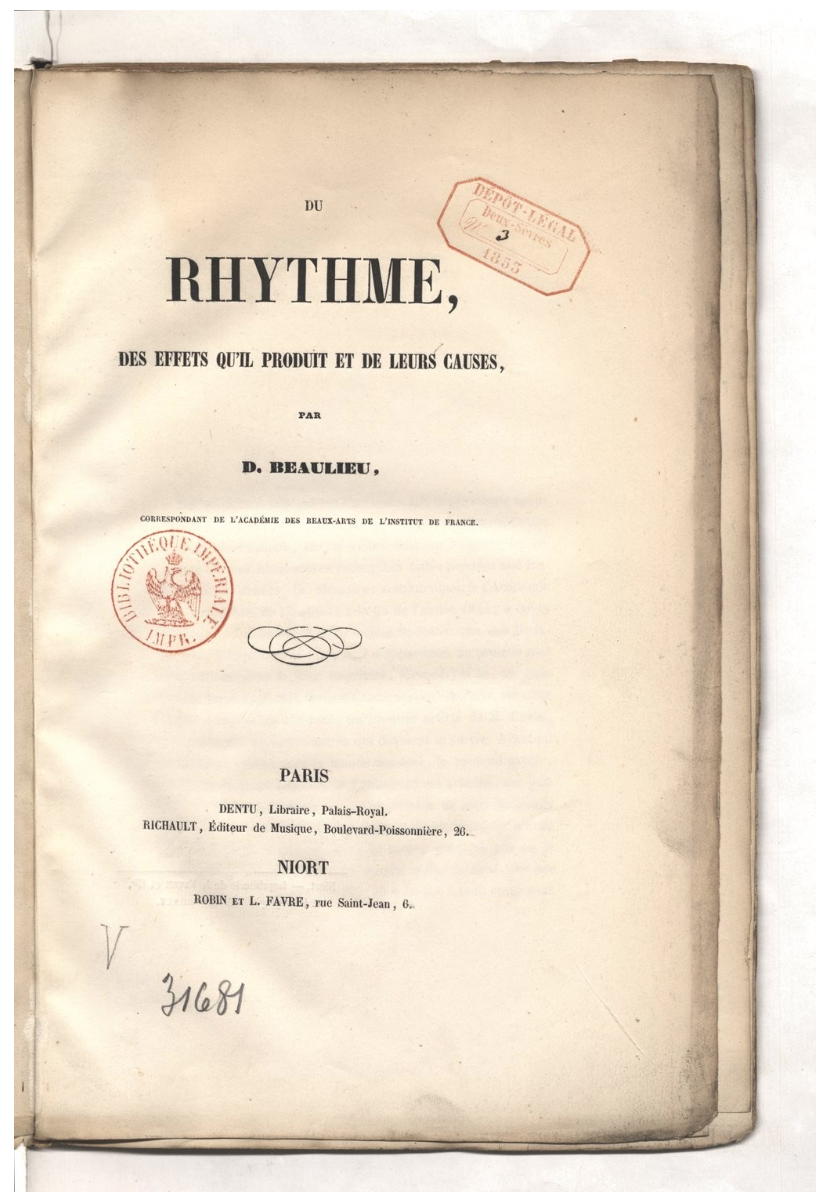

- Du rhythme, des effets qu'il produit et de leurs causes, 1853, (BNF 30072472) ;
- Mémoire sur ce qui reste de la Musique de l'ancienne Grèce dans les premiers Chants de l'Église, 1856, (BNF 31781414) ;
- Mémoire sur quelques airs nationaux, qui sont dans la tonalité grégorienne, 1857, (BNF 45566938) ;
- Mémoire sur le caractère que doit avoir la musique d’église et sur les éléments d’art musical qui constituent ce caractère,  1858, (BNF 42837764) ;
- Mémoire sur l'origine de la musique, 1859, (BNF 42837763), et 1863 (BNF 42837762).

## Hommages
- En mai 1914, La Société des Concerts de chant organise un concert en honneur du cinquantenaire de son fondateur[9].
- Le conservatoire Désiré Martin-Beaulieu, situé à Vouillé (près de Niort dans le département des Deux-Sèvres) dispense des cours de danse et de musique[10].